# 孔村镇
孔村镇，是中华人民共和国山東省济南市平阴县下辖的一个乡镇级行政单位。

## 行政区划
孔村镇下辖以下地区：
卧龙山社区、孔村、夥居楼村、南尹庄村、北孙庄村、北孔庄村、王小屯村、东天宫村、前转湾村、后转湾村、王家庄村、张山头村、前套村、后套村、陈屯村、郭柳沟村、范皮庄村、刘小庄村、东臧庄村、太平庄村、蒋沟村、南官庄村、前岭村、孔子山村、金家沟村、柿子园村、李沟村、晁峪村、王楼村、半边井村、前大峪村、后大峪村、黄坡村、小峪村、胡坡村、安子山村、大荆山村、值金寨村、白云峪村、孔庄村、北毛峪村、尚辛庄村、高路桥村、柿子峪村、团山沟村、石板台村和南毛峪村。

## 人口
2010年中国第六次人口普查时，孔村镇共有人口33117人。共有家庭10916户，平均每户3.01人。14岁以下的少年儿童共5076人，占总人口15.32%；15-64岁人口共23689人，占总人口71.53%；65岁及以上的老年人共4352人，占总人口的13.14%。男性共计16307人，占总人口49.24%；女性共计16810人，占总人口50.75%。本地居住的人口中，拥有本地户籍的人口为31527人，占95.19%。